# 소나기 비 갠 오후
《소나기 비 갠 오후》(일본어: ソナギ 雨上がりの殺意)는 2002년 11월 15일에 MBC에서 방영된 MBC & 후지 TV 공동제작의 한일합작 드라마이다.

## 등장 인물

### 주요 인물
- 지진희 : 홍대진 역
- 요네쿠라 료코 : 오오츠키 치즈루 역

### 주변 인물
- 나카무라 토오루 : 오오츠키 쇼우이치로우 역
- 이시다 유리코 : 오오츠키 카나자 역
- 한희 : 김이화 역
- 코히나타 후미요 : 코미야마 역
- 히라이즈미 세이
- 미야사코 히로유키
- 정성모
- 킴 쿠미코
- 마츠모토 루미
- 키노시타 호우카